# Ronaldo Ariza
Ronaldo Ariza (Bogotá, Cundinamarca, Colombia; 17 de enero de 1998) es un futbolista colombiano. Juega de volante y actualmente milita en el Tepatitlán F.C. de la Liga de Expansión MX.Hermano de Luis Ariza (lucho colvipe doc.) e hincha de Millonarios.

## Características
Zurdo, encarador y con gran técnica. Es un volante muy hábil en el mano a mano, que gracias a su aceleración con pelota dominada puede ser determinante en los últimos metros de la cancha.

## Clubes
| Club              | País     | Año           |
| ----------------- | -------- | ------------- |
| Alianza Petrolera | Colombia | 2015 - 2019   |
| Cúcuta Deportivo  | Colombia | 2020-2021     |
| Tepatitlán F.C.   | México   | 2021-presente |

## Estadísticas
| Club                         | Div                 | Temporada           | Liga  | Liga  | Copa Nacional | Copa Nacional | Copa Internacional | Copa Internacional | Total | Total |
| Club                         | Div                 | Temporada           | Part. | Goles | Part.         | Goles         | Part.              | Goles              | Part. | Goles |
| ---------------------------- | ------------------- | ------------------- | ----- | ----- | ------------- | ------------- | ------------------ | ------------------ | ----- | ----- |
| Alianza Petrolera · Colombia | 1ª                  | 2015                | 8     | 0     | 3             | 1             | -                  | -                  | 11    | 1     |
| Alianza Petrolera · Colombia | 1ª                  | 2016                | 16    | 2     | 2             | 0             | -                  | -                  | 18    | 2     |
| Alianza Petrolera · Colombia | 1ª                  | 2017                | 6     | 0     | 6             | 2             | -                  | -                  | 12    | 2     |
| Alianza Petrolera · Colombia | 1ª                  | 2018                | 1     | 0     | -             | -             | -                  | -                  | 1     | 0     |
| Alianza Petrolera · Colombia | 1ª                  | 2019                | 7     | 0     | 5             | 1             | -                  | -                  | 12    | 1     |
| Alianza Petrolera · Colombia | Total               | Total               | 38    | 2     | 16            | 4             | -                  | -                  | 54    | 6     |
| Total en su carrera          | Total en su carrera | Total en su carrera | 38    | 2     | 16            | 4             | -                  | -                  | 54    | 6     |

## Palmarés

### Títulos internacionales
| Título           | Equipo                    | Sede     | Año  |
| ---------------- | ------------------------- | -------- | ---- |
| en Suramericanos | Selección Colombia Sub-17 | Santiago | 2014 |